# Pierre Albertini
Pierre Dominique Albertini (ur. 4 stycznia 1942 w Paryżu, zm. 27 stycznia 2017 w Conches-sur-Gondoire) – francuski judoka. Olimpijczyk z Monachium 1972, gdzie zajął siódme miejsce w wadze półciężkiej.
Uczestnik mistrzostw świata w 1971. Wicemistrz Europy w 1967; trzeci w 1970, a także zdobył cztery medale w zawodach drużynowych. Brązowy medalista uniwersjady w 1967 roku.

## Letnie Igrzyska Olimpijskie 1972
| Konkurencja | Eliminacje                  | Eliminacje              | Repasaże                | Repasaże                   | Klas. końcowa |
| Konkurencja | Przeciwnik I                | Przeciwnik II           | Przeciwnik I            | Przeciwnik II              | Miejsce       |
| ----------- | --------------------------- | ----------------------- | ----------------------- | -------------------------- | ------------- |
| 93 kg       | Hans-Jakob Schädler (LIE) Z | David Starbrook (GBR) P | Frédéric Kyburz (SUI) Z | Szota Czocziszwili (URS) P | 7.            |